# ТОП 10
«ТОП 10» — журнал про життя у Києві. Сіті-гайд та лайфстайл-журнал. Виходив раз на два тижні та розповідав про найцікавіші та найвпливовіші події у всьому світі.
Наклад 30 000 копій. Видавець — Транс Медіа Едішн.
Кореспонденти ТОП 10 робили репортажі з Паризького, Міланського, Лондонського, Нью-Йоркського тижнів моди, зі Стамбульської, Венеціанської бієнале, Каннського кінофестивалю та інших подій.
Журналу давали інтерв'ю художник Демієн Герст, кутюр'є Франсуа Лесаж, дизайнер Філіп Трейсі, фотограф Джон Свонел та інші.
Журнал також публікував уривок з книги «Дієго й Фріда» нобелівського лауреата  Жана-Марі Ле Клезіо. 
З ТОП 10 співпрацювали Гіларі Александр (Daily Telegraph Fashion Director), Айван Родик (Facehunter), Деміен Герст та інші.
У квітні 2010 року журнал ТОП 10 виступив організатором приїзду французької акторки Жульєт Бінош.

## Відео
- Відеоканал журналу ТОП 10 на YouTube